# Rob Base and DJ E-Z Rock
Rob Base and DJ E-Z Rock sono stati un duo hip hop da Harlem, New York, famosi per la loro hit It Takes Two. Il duo è composto da Rob Base (Robert Ginyard, 18 maggio 1967) e DJ EZ Rock (Rodney "Skip" Bryce).

## Carriera
Il loro primo singolo pubblicato è DJ Interview, apparso in tutto il mondo, in seguito firmano un contratto discografico con la Profile Records nel 1987.
Nel 1988 pubblicano It Takes Two che estrae il brano It Takes Two che diventa un successo regionale e poi, ha scalato le classifiche avendo anche il multi disco di platino. Inoltre la canzone ha raggiunto la posizione nº 3 nella Hot Dance Music / Club Play chart. Ha inoltre raggiunto il top 10 della classifica dance, salendo alla posizione nº 38 della Hot 100. Get on the Dance Floor, un brano pubblicato per club tra i due singoli, raggiunse la posizione 1 della Hot Dance Music / Club Play chart nel 1989. L'album ha vinto sette dischi di platino.

## La divisione del gruppo
DJ EZ Rock è stato anche costretto a lasciare il gruppo a causa delle sue questioni personali, allora Rob Base cominciò la carriera da solista pubblicando l'album The Incredible Base che vende meno rispetto ad It Takes Two.

## Reunion
Nel 1994 si riuniscono e pubblicano l'album Break of Dawn, ma anche questo si rivela un insuccesso, con una vendita di poche copie.
Nel 2008, il loro brano It Takes Two è stata classificata alla posizione 37 delle 100 migliori canzoni hip hop.

## Discografia
- 1988: It Takes Two
- 1989: The Incredible Base
- 1994: Break of Dawn

## Citazioni nella cultura di massa
La band viene nominata, ed in particolare la loro hit It Takes Two, nel film Ricatto d'amore del 2009: in una scena la protagonista Margaret Tate (Sandra Bullock) dichiara che il primo concerto a cui ha assistito in vita sua è proprio di questo gruppo statunitense; inoltre il brano in questione accompagna i titoli di coda della pellicola. Inoltre, il brano It Takes Two appare nel celebre videogioco del 2004 Grand Theft Auto: San Andreas